# Малгаждаров, Нургабыл
Нургабыл Малгаждаров, другой вариант имени — Нургабул (каз. Малғаждаров Нұрғабыл, 1929, аул Кызылказахстан, Балкашинский район, Петропавловский округ, Казакская АССР — 1993) — передовик сельскохозяйственного производства, бригадир тракторной бригады. Герой Социалистического Труда (1972).

## Биография
Родился в 1929 году в ауле Кызылказахстан Балкашинского района Петропавловского округа Казакской АССР (ныне — Сандыктауский район Акмолинской области).
В раннем возрасте стал сиротой, воспитывался у родственников.
Трудовую деятельность начал во время Великой Отечественной войны. Работал погонщиком скота. После окончания курсов трактористов стал работать на тракторе. В 1957 году был назначен бригадиром тракторной бригады зерносовхоза «Приозёрный» Балкашинского района Целиноградской области. В 1960 году вступил в КПСС.
В начале 1960х годов во время уборки урожая тракторная бригада Н. Малгаждарова из совхоза "Приозёрный" показала самые высокие результаты - и была награждена именным трактором К-700.
В 1972 году бригада Нургабыла Малгаждаврова взяла повышенные соцобязательства собрать по 15 центнеров зерна с каждого гектара вместо запланированных 12,5 центнеров, а фактически собрала по 24,5 ц./га на площади 2456 га. В 1972 году удостоен звания Героя Социалистического Труда
«за большие успехи, достигнутые в увеличении производства и продажи государству зерна, сахарной свеклы, хлопка, других продуктов земледелия, и проявленную трудовую доблесть на уборке урожая».
Лауреат Государственной премии Казахской ССР (1974).
Делегат XXVI съезда КПСС: 23 февраля — 3 марта 1981 года.
Скончался 20 февраля 1993 года. Похоронен на мусульманском кладбище аула Кызылказахстан Сандыктауского района Акмолинской области

## Память
- Именем Нургабыла Малгаджарова названа средняя школа в селе Кызылказахстан Сандыктауского района[3].

## Награды
- Герой Социалистического Труда — указом Президиума Верховного Совета СССР 13 декабря 1972 года
- Орден Ленина (1972)
- Орден Октябрьской Революции
- Орден «Знак Почёта»
- Медаль «За трудовую доблесть»
- Медаль «За освоение целинных земель»
- Медаль «В ознаменование 100-летия со дня рождения Владимира Ильича Ленина»
- Золотая, серебряная и бронзовая медаль ВДНХ.